# The Dream Chapter: Star
The Dream Chapter: Star es el EP debut del grupo surcoreano TXT. Fue lanzado el 4 de marzo de 2019 por Big Hit Music. El álbum consta de cinco canciones, incluyendo el sencillo «Crown».

## Lista de canciones
| The Dream Chapter: Star |                                        | | |          |  |
| N.º                     | Título                                 | Letras                                                                                                | Música                                                                                                | Duración |  |
| 1.                      | «Blue Orangeade»                       | Slow Rabbit, Moonshine, Cazzi Opeia, Ellen Berg Tollbom, Supreme Boi                                  | Slow Rabbit, Moonshine, Cazzi Opeia, Ellen Berg Tollbom, Supreme Boi                                  | 3:06     |  |
| 2.                      | «어느 날 머리에서 뿔이 자랐다 (Crown)» | Slow Rabbit, Melanie Fontana, Michel «Lindgren» Schulz, Supreme Boi, The Hitman «Bang», Mayu Wakisaka | Slow Rabbit, Melanie Fontana, Michel «Lindgren» Schulz, Supreme Boi, The Hitman «Bang», Mayu Wakisaka | 3:51     |  |
| 3.                      | «Our Summer»                           | The Futuristics, Delacey, Jesse Saint John, Shae Jacobs, The Hitman «Bang», Adora                     | The Futuristics, Delacey, Jesse Saint John, Shae Jacobs, The Hitman «Bang», Adora                     | 3:30     |  |
| 4.                      | «Cat & Dog»                            | Daniel «June Nawakll» Celestin, Darel «Bebe Da Rich» Ituta, Supreme Boi                               | Daniel «June Nawakll» Celestin, Darel «Bebe Da Rich» Ituta, Supreme Boi                               | 3:08     |  |
| 5.                      | «별의 낮잠 (Nap of a star)»            | Lel, Bang Si-hyuk, Slow Rabbit                                                                        | Lel, Bang Si-hyuk, Slow Rabbit                                                                        | 4:03     |  |
| 17:38                   |                                        | | |          |  |